# Пташник

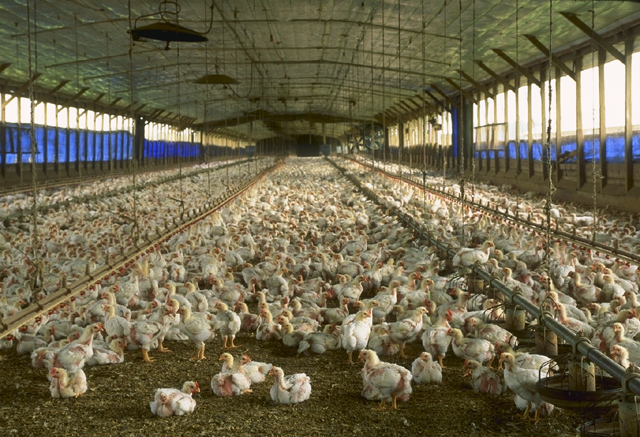
Пташник з підлоговим утриманням птиці

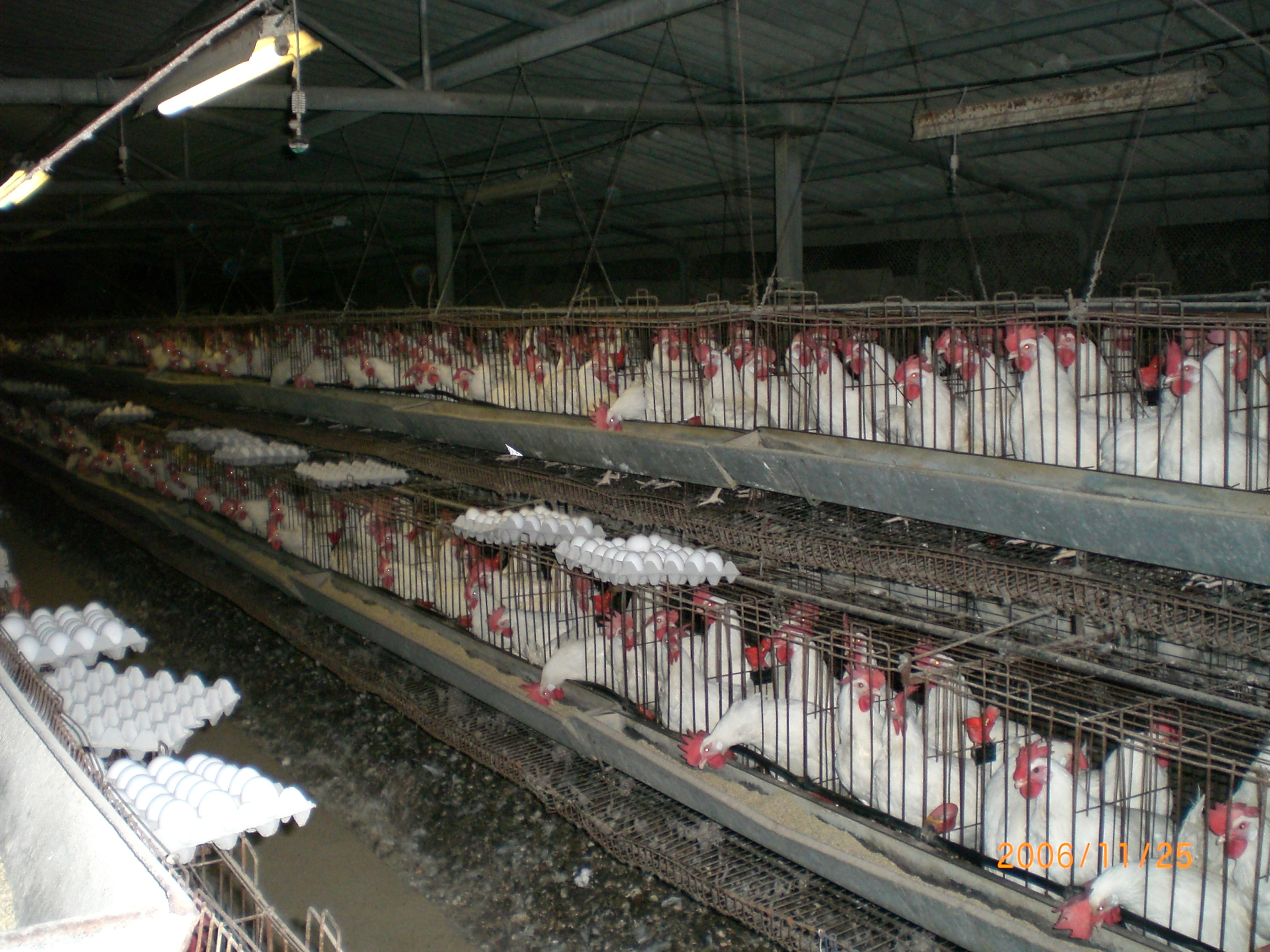
Кліткові батареї пташника з клітковим утриманням

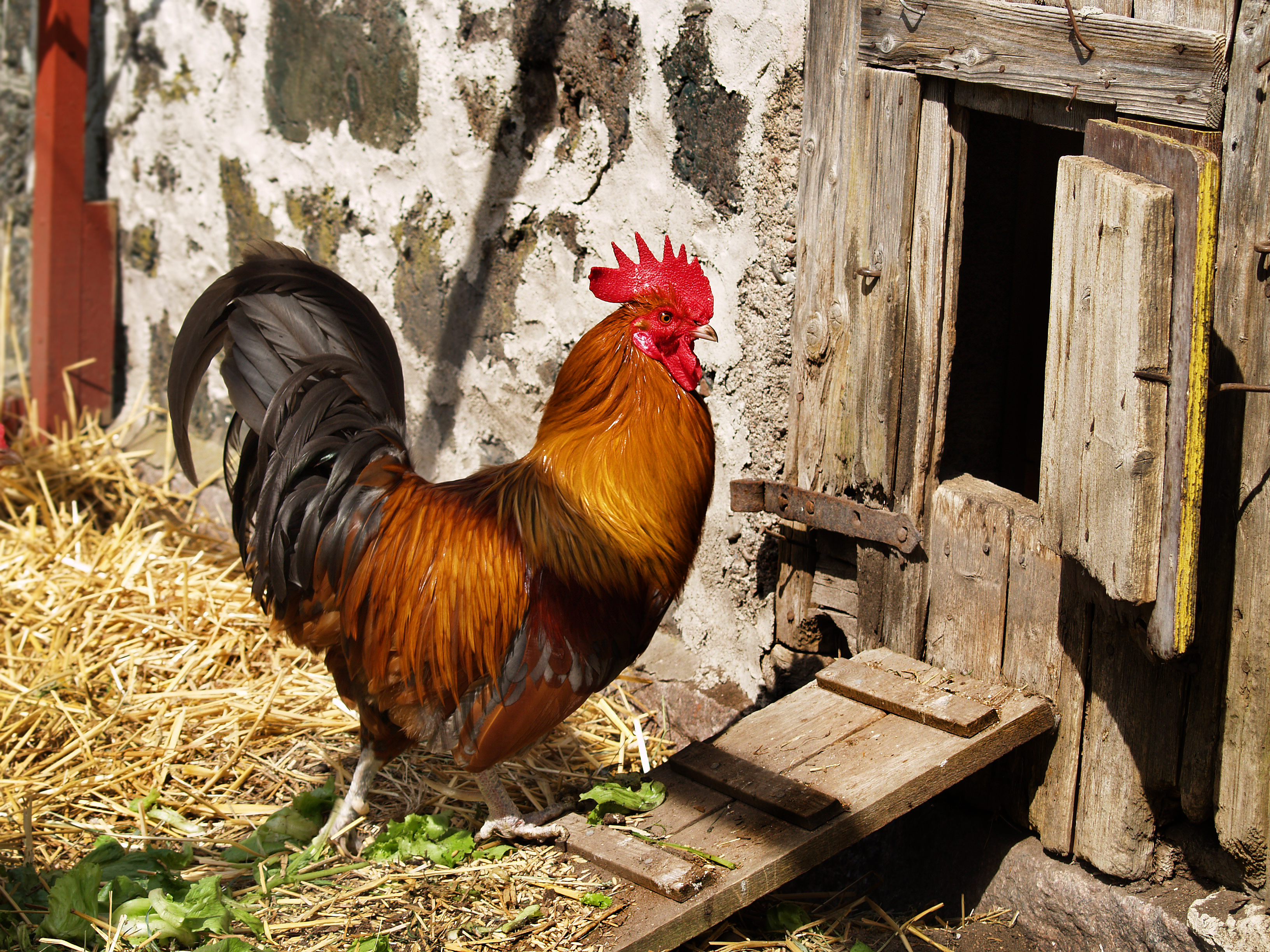
Півень перед лазом до курника

Пта́шник, також пташни́к — приміщення, будівля для утримання свійської птиці.

## Класифікація
Залежно від виду птиці
- Курни́к — пташник для курей[2]
- Гусятник — пташник для гусей[3]
- Качатник — пташник для качок[4]

Залежно від віку птиці
- Для вирощування молодняка — брудергаузи, батарейні цехи, акліматизатори
- Для дорослої птиці — пташники з клітковим і підлоговим утриманням

Залежно від способу виробництва
- Пташники садибних господарств. Влаштовуються в сараях, прибудовах до житлових будинків чи господарських споруд. У них мають бути передбачені місця для годування (годівниці, напувальниці) і відпочинку птахів. Курники також додатково обладнуються сідалами і гніздами для несіння яєць.
- Пташники промислового птахівництва. Вони обладнуються електропровідкою, водопроводом, каналізацією, опаленням, вентиляцією, у них встановлюється технологічне обладнання для механізації виробничих процесів. Як правило, пташник являє собою одноповерхову капітальну будівлю. Для промислових стад курей-несучок будують експериментальні 4-6-поверхові пташники на 120—150 тис. голів.

Для утримання птиці (переважно курчат) на підніжному корму використовуються курчатники — легкі споруди у вигляді призми.